# Мустафа Халук Гючлю
Мустафа Халук Гючлю (12 августа 1951 - 16 августа 2011) - турецький художник, відомий своїми картинами, що зображають турецьку культуру і міфологію. Гюклю також був чудовим портретистом.

### Ранні роки (1951–1970)
Мустафа Халук Гючлю з дитинства виявляв інтерес до мистецтва - першу картину маслом він створив, коли йому було всього 13 років. Першою картиною художника, написаної маслом на фанері, була картина "Зима в Ерзурумі". У середній школі велику підтримку Гючлю надавав його вчитель, художник Фуат Ісдебелі.
У 1968 році Гючлю почав працювати кореспондентом місцевої газети. Він писав десятки портретів на замовлення, створив багато плакатів і картин для великих стендів на ярмарках і фестивалях, багато займався художнім оформленням інтер'єрів, а також вітрин магазинів.
У цей період він познайомився з художником Мехметом Сабір Беєм, з яким працював більше п'яти років. Написані Гючлю картини привернули велику увагу. Він займався художнім оформленням таких місць, як Зал Ерзурумського університету ім. Ататюрка, Зал Хаджібаба Кебаб та інших, а також створив театральні декорації для постановок Асоціації народного танцю Ерзурум «Султан Хюррем», «Мурат IV» і «Кьороглу».

### Філософська освіта (1970–1984)
У 70-х роках, працюючи відповідальним редактором газети «Іст Експрес», Гючлю створював трафарети для щоденних випусків. Також в цей період він познайомився з Алі Караавчі, у якого він отримав філософську освіту. В даний період, крім картин, що зображують місцеві сцени, таких як «Червоний фонтан», «Леман», «Трабзон», «Куточок в Еміргане», «Чайний сад біля Чорного моря», «Камінь Мусалла», «Хюля», «Серсо Дереса і Якутії», він створив картини філософського змісту, такі як«Гарібанам»,«Пристрасть»,«Засідка»,«Божевільний майстер»,«Саригелін»,«Кушбаз»,«Девлерін ашки»,«Нене» і «Алі Караавчі» . У ці роки він провів свої перші виставки. Гючлю також створив декорації для каналу Ерзурум Телевіжн.
Гючлю почав державну службу в Міністерстві культури і продовжував роботу на турецькому радіо і телебаченні. Він створив і провів виставки великоформатних картин, таких як «Народження турецького прапора», «Від'їзд турків з Ергенекона»,  «Епос про куршадську революцію», «100 великих турків», проте в 80-ті роки його картини були заборонені, зняті зі стін і знищені.

### Життя Гючлю в Стамбулі (1984–1990)
Під час проходження обов'язкової військової служби лейтенантом, Гючлю написав картинку, яка зображує поле битви Сарикамиш. Після 1980 року він переїхав до Стамбула, де створив багато ілюстрацій, картин, логотипів, графічних дизайнів і обкладинок книг. Він заснував видавництво і опублікував філософські книги свого наставника Алі Караавчі ( «Страшний суд», «Пристрасть», «Заклик»). Він побудував витончений ресторан в турецькому стилі, недалеко від пристані Ускюдар і відновив туристичний готель Ilıca, що належить муніципалітету, а також пам'ятник архітектури - особняк Юсуфа Зійя Паші.

### Турецький світ (1990–1995)
Гючлю три роки готував анімаційний проект «Тігин-Флеш Хан», спрямований на об'єднання дітей в рамках спільних цінностей турецького світу. Тим не менш, він залишився один на одну зі своїми художнім поглядами і в умовах, коли все почало робитися виключно заради грошей, і був переможений. Його робота не була закінчена і не показувалася в ефірі, і він знову повернувся до живопису. Він писав картини, в яких намагався висловити себе і свої думки. В цей період він пише «Відчай турецького мислителя» (68x98 см), «Ягнята» (100x71 см), Шизофренія (100x64 см), «Бурхливе Чорне море» (100x71 см), «Памукбаба» (70x50 см), «Хева-і Нефс »(100x140 см),«Вогненний танець»(100x70 см),«Синтез»(100x140 см),«Три дівчинки - одна мати»(114x94 см).

### Внутрішній реалізм (1995)
Гючлю одну за одною провів кілька виставок в Анталії, Анкарі та Ерзурумі. 4 серпня 1995 він опублікував декларацію художнього руху "Внутрішній реалізм" в Художній галереї Омера Сунара в Анкарі. За допомогою цього маніфесту він коротко представив громадськості свої погляди на мистецтво. Він виставив понад 500 робіт в рамках своєї філософії «Мистецтво - для творчості, тому що від Бога».

### Руки, що тягнуться до мистецтва (1996-1999)
4 грудня 1995 року його вчитель Алі Караавчі помер. Гючлю вшанував його пам'ять виставкою в Ерзурумі в березні 1996 року. У червні 1996 року він опублікував каталог, що містить до ста картин, в яких відображена його художня філософія. У тому ж році він почав працювати викладачем на факультеті образотворчих мистецтв Університету Ататюрка.
Гючлю запустив роботу майстерні живопису в Центрі культури в Ерзурумі. Там він проводив безкоштовні курси і відкрив серію змішаних і персональних виставок під назвою «Руки, що тягнуться до мистецтва». У 1998 році він провів виставку «Ататюрк з портретами» в Галереї живопису і скульптури Ерзурум, де було показано 17 картин.  
У той же час він працював консультантом з питань культури і мистецтва в муніципалітеті міста Ерзурум протягом двох періодів (1996-2000 і 2001-2004 роки). В цей час він написав картини «Червоний фонтан», «Азіз», «Ненехатун», «Ібрагім Хакки». Картина маслом на ювілейній марці 300-річчя Ерзурумлу Ібрагіма Хакки - також його робота. Його картина «Азіз» (140х200 см) досі висить у вестибюлі муніципалітету Ерзурум.

### Турецька міфологія (2000-2004)
Він зосередився на роботі над турецькою міфологією. У цей період були написані «Альпер Тунга в Отукене» (100x100 cм), «Ранок в Ергенеконі» (120x90 см), «Підготовка до міграції» (120x50 см), «Червоне яблуко» (70x100 см).
Його 19-та персональна виставка, присвячена серії досліджень про забобони, пройшла в Анкарі в 2003 році. «Удаган Кам», «Церемонія клятви», «Любовний гороскоп», «Назар Нене», «Очищення вогнем», «Ворожіння на каву», «Вулиця світу», «Іже-Кіль», «Портрет», «В світлі тьми»- роботи цього періоду.

### Останні роки (2004-2011)
У Гючлю було виявлено рак, і в 2004 році йому провели операцію з видалення шлунка. Він продовжував працювати над своїми картинами, незважаючи на серйозну хворобу і сильні болі. У жовтні 2006 року в Ізмірі він провів виставку живопису в Ізмірському музеї живопису і скульптури в пам'ять про свого вчителя живопису Мехмета Сабіра.
Він виставив 45 нових робіт на своїй 21-й персональній виставці «Пейзажі Імброс»  17-22 серпня 2008 року в рамках кінофестивалю в Імброс. Перед смертю Гючлю в своїй майстерні працював над закінченням 54 мініатюр про Ерзурумлу Емре. Він помер в Анкарі 16 серпня 2011 року.